# ASACUSA
ASACUSA (Atomic Spectroscopy And Collisions Using Slow Antiprotons) — Атомная спектроскопия и столкновения с использованием медленных антипротонов — это экспериментальное тестирование CPT-симметрии методами лазерной спектроскопии антипротонного гелия и микроволновой спектроскопии сверхтонкой структуры антиводорода. Она также измеряет атомные и ядерные сечения антипротонов на предельно низких энергиях. Установка использует пучок медленных антипротонов накопительного кольца Antiproton Decelerator международного центра ЦЕРН, была предложена в 1997 году.